# Hannelore Kraft

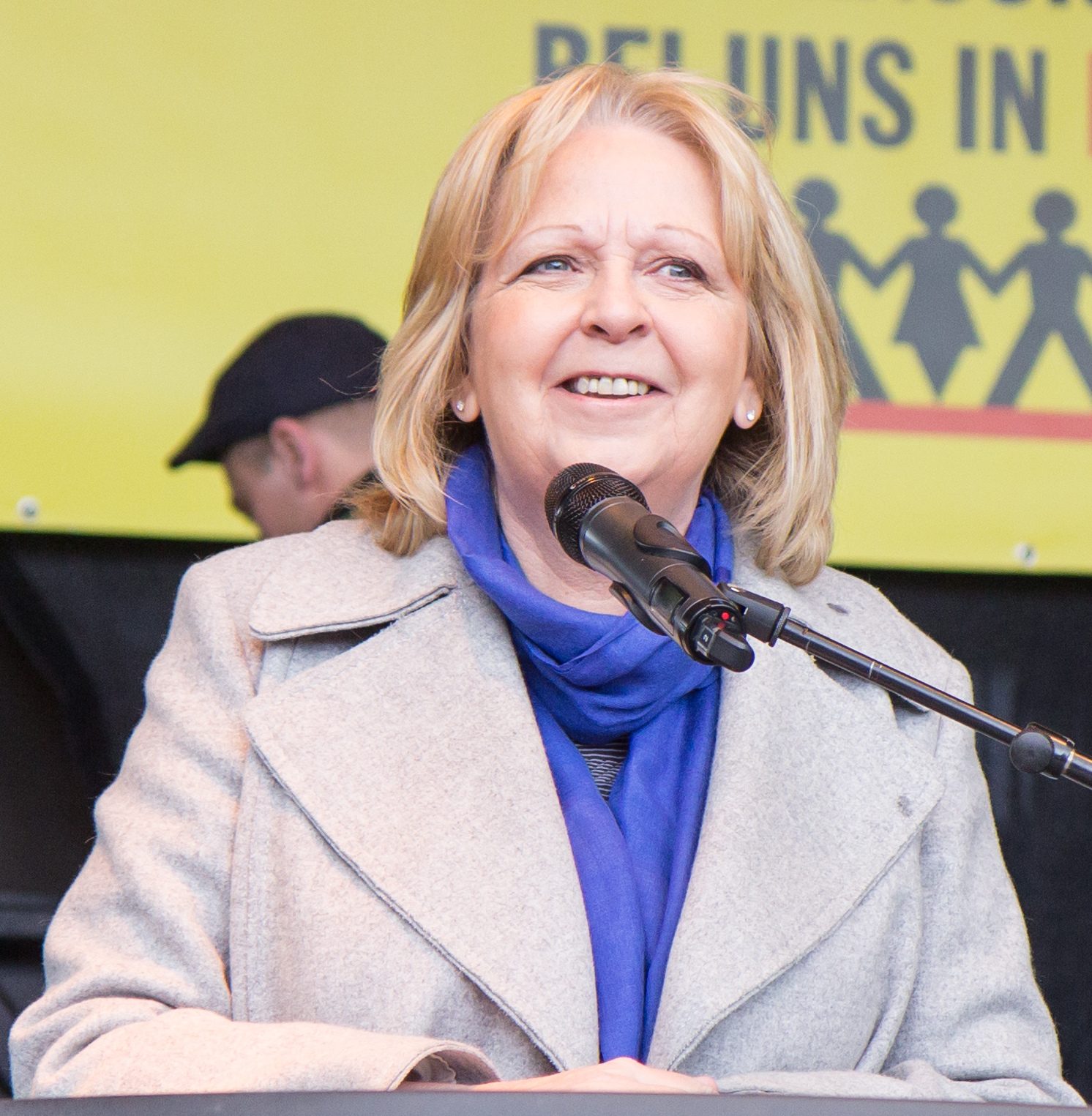
Hannelore Kraft, 2017

Hannelore Kraft, geb. Külzhammer (* 12. Juni 1961 in Mülheim an der Ruhr), ist eine deutsche Politikerin (SPD). Sie war vom 14. Juli 2010 bis zum 27. Juni 2017 Ministerpräsidentin des Landes Nordrhein-Westfalen und damit die erste Frau an der Spitze der Landesregierung. Als erste Frau in der Geschichte der Bundesrepublik Deutschland bekleidete sie außerdem das Amt des Bundesratspräsidenten.
Ab 2007 war Kraft Landesvorsitzende der SPD Nordrhein-Westfalen und ab 2009 eine der sechs stellvertretenden Bundesvorsitzenden der SPD. Von beiden Ämtern trat sie nach der verlorenen Landtagswahl in Nordrhein-Westfalen am 14. Mai 2017 zurück. Seit Dezember 2020 ist sie Vorsitzende des Kuratoriums der Friedrich-Ebert-Stiftung und seit März 2024 Vizepräsidentin von Borussia Mönchengladbach.

## Herkunft, beruflicher Werdegang und Privatleben
Hannelore Kraft wurde als zweite Tochter in eine katholische Arbeiterfamilie geboren. Ihr Vater, Manfred Külzhammer, war Verkehrsmeister (Straßenbahnfahrer), ihre Mutter Anni, geb. Spennhoff, Schaffnerin. Sie wuchs mit ihrer älteren Schwester Angelika im Mülheimer Stadtteil Dümpten auf. Nach ihrem Abitur am Gymnasium Broich in Mülheim an der Ruhr im Jahre 1980 absolvierte Kraft zunächst eine Ausbildung zur Bankkauffrau bei der Dresdner Bank in Mönchengladbach. 1982 immatrikulierte sie sich an der Universität-Gesamthochschule Duisburg für ein Studium der Wirtschaftswissenschaften. Von 1986 bis 1987 studierte sie am King’s College London. 1989 schloss sie ihr Studium in Duisburg als Diplom-Ökonomin ab.
Von 1989 bis 2001 arbeitete sie als Unternehmensberaterin und Projektleiterin bei der halbstaatlichen Beratungsgesellschaft Zentrum für Innovation und Technik (ZENIT GmbH) in Mülheim sowie als Leiterin des Netzwerks Euro Info Centre der Europäischen Kommission.
Kraft ist seit 1992 mit dem Elektroinstallateur Udo Kraft standesamtlich verheiratet; die beiden haben einen erwachsenen Sohn. Sie trat von der katholischen zur evangelischen Kirche über. Im Oktober 2012 heirateten Kraft und ihr Mann in Namibia kirchlich. Sie äußerte 2014, an einen Gott zu glauben.
2017 übernahm Hannelore Kraft die Funktion als Anteilseignervertreterin im Aufsichtsrat des Steinkohlekonzerns RAG. Im März 2024 wurde sie ins Präsidium des Fußballvereins Borussia Mönchengladbach gewählt.

## Politische Karriere

### Landtagsabgeordnete in Nordrhein-Westfalen (2000 bis 2022)
Hannelore Kraft wurde 1994 Mitglied der SPD. Ab dem 2. Juni 2000 war sie Abgeordnete im Landtag von Nordrhein-Westfalen. Sie vertrat dort von 2000 bis 2005 den Wahlkreis 74 (Mülheim an der Ruhr II – Essen VII) und von 2005 bis 2022 den Wahlkreis 64 (Mülheim I). Zur Landtagswahl 2022 trat Kraft nicht wieder an und schied daher am 1. Juni 2022 aus dem Landtag aus.

### Landesministerin in Nordrhein-Westfalen (2001 bis 2005)
Am 24. April 2001 wurde sie als Nachfolgerin von Detlev Samland von Wolfgang Clement zur Ministerin für Bundes- und Europaangelegenheiten ernannt (Kabinett Clement II). Unter Ministerpräsident Steinbrück amtierte sie vom 12. November 2002 bis 24. Juni 2005 als Ministerin für Wissenschaft und Forschung.

### Oppositionspolitikerin in Nordrhein-Westfalen (2005 bis 2010)
Nach der Wahlniederlage der SPD bei der Landtagswahl am 22. Mai 2005 wurde Kraft am 31. Mai 2005 mit 95,7 % der abgegebenen Stimmen als Nachfolgerin von Edgar Moron zur Vorsitzenden der SPD-Fraktion gewählt.
Mit dem Amtsantritt der Regierung Rüttgers am 22. Juni 2005 übernahm Kraft damit auch den Posten der Oppositionsführerin im Nordrhein-westfälischen Landtag.
Nach dem Rücktritt Jochen Dieckmanns als SPD-Landesvorsitzender am 11. Dezember 2006 wurde Kraft am 20. Januar 2007 auf einem Landesparteitag in Bochum zur neuen Landesvorsitzenden gewählt.
Am 13. November 2009, kurz nach der Bundestagswahl 2009, wurde Kraft auf dem Bundesparteitag der SPD zu einer der vier stellvertretenden Bundesvorsitzenden des neuen Parteichefs Sigmar Gabriel gewählt. Dabei erhielt sie mit 90 % das beste Ergebnis. Im Februar 2010 wurde sie auf einem Landesparteitag als Landesvorsitzende bestätigt und nahezu einstimmig auf Platz eins der Landesliste für die Landtagswahl am 9. Mai 2010 gewählt; damit war sie Spitzenkandidatin der SPD für das Amt des Ministerpräsidenten des Landes Nordrhein-Westfalen.

### Ministerpräsidentin von NRW (2010 bis 2017)

#### NRW-Landtagswahl 2010

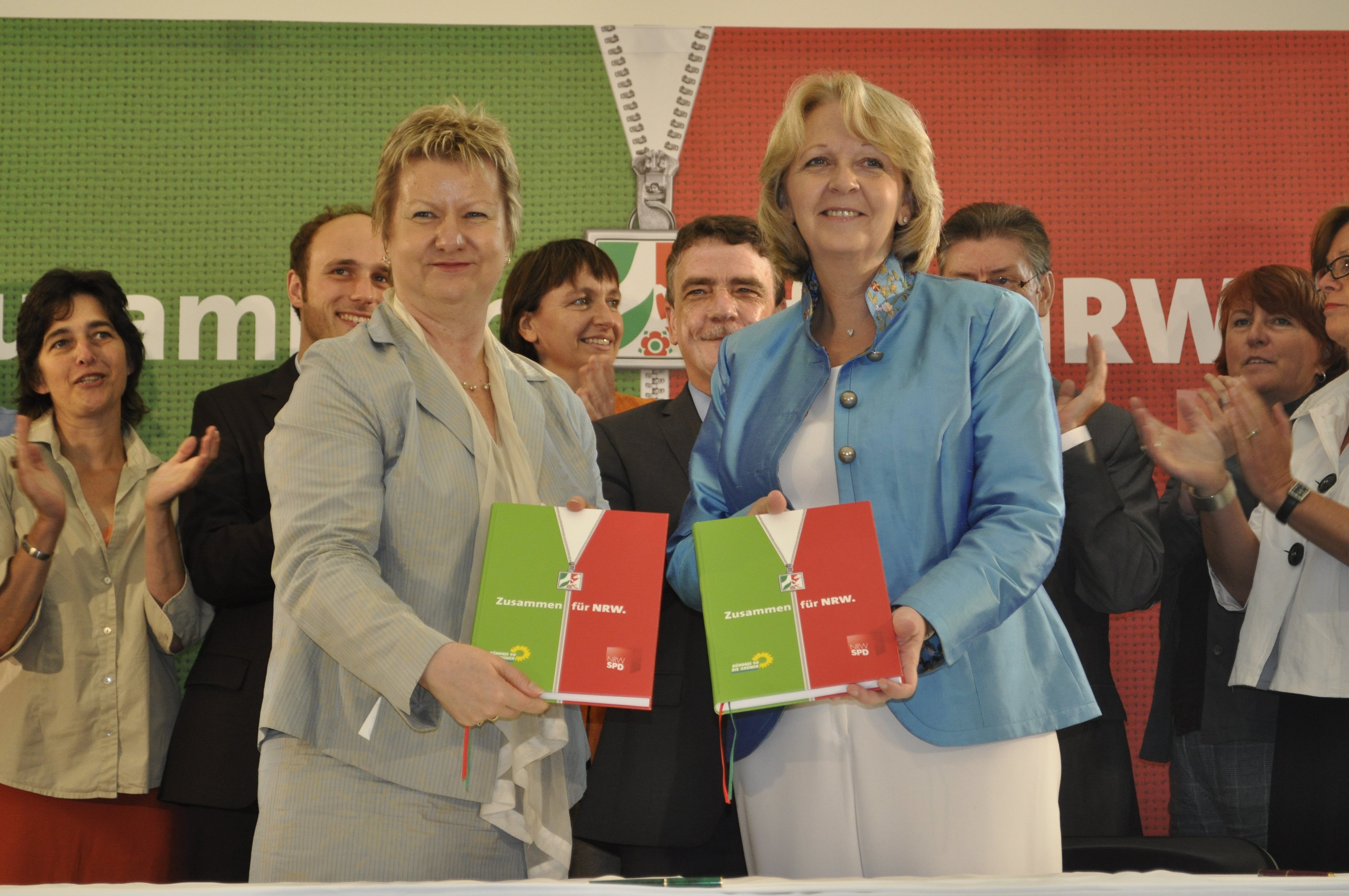
Hannelore Kraft (r.) und Sylvia Löhrmann (l.) bei der Unterzeichnung des rot-grünen Koalitionsvertrags im Juli 2010

Bei der Landtagswahl in Nordrhein-Westfalen am 9. Mai 2010, zu der Kraft als SPD-Spitzenkandidatin antrat und Ministerpräsident Jürgen Rüttgers (CDU) herausforderte, gewann die SPD 67 Mandate. Sie verlor weniger stark als die CDU, erreichte mit 34,5 % jedoch ebenfalls weniger Stimmen als bei den Wahlen zuvor. Die von Kraft favorisierte rot-grüne Koalition verfehlte mit insgesamt 90 Sitzen die absolute Mehrheit im Landtag um ein Mandat. Daraufhin führte Kraft Sondierungsgespräche mit allen im neugewählten Landtag vertretenen Parteien zur Bildung einer Regierung, jedoch ohne Erfolg.
Kraft kündigte daraufhin an, einen Politikwechsel aus dem Parlament heraus zu betreiben und die Regierung Rüttgers somit geschäftsführend im Amt zu belassen. Einige Tage später erklärte sie dann doch, sich zur Ministerpräsidentin einer rot-grünen Minderheitsregierung wählen zu lassen. Am 14. Juli 2010 wurde sie im zweiten Wahlgang bei 80 Gegenstimmen und 11 Enthaltungen mit 90 Stimmen ins Amt gewählt. Dies entsprach den 90 Stimmen von Rot-Grün, den 80 von Schwarz-Gelb und den 11 der Linken im Landtag. Im zweiten Wahlgang reichte die einfache Mehrheit. Die Minister des Kabinetts Kraft I wurden am 15. Juli 2010 ernannt und vereidigt. Damit war die Regierungsbildung 67 Tage nach der Landtagswahl abgeschlossen.
Vom 1. November 2010 bis zum 31. Oktober 2011 war sie turnusmäßig Bundesratspräsidentin. Sie hatte dieses Amt als erste Frau in der Geschichte des Bundesrats inne.

#### NRW-Landtagswahl 2012

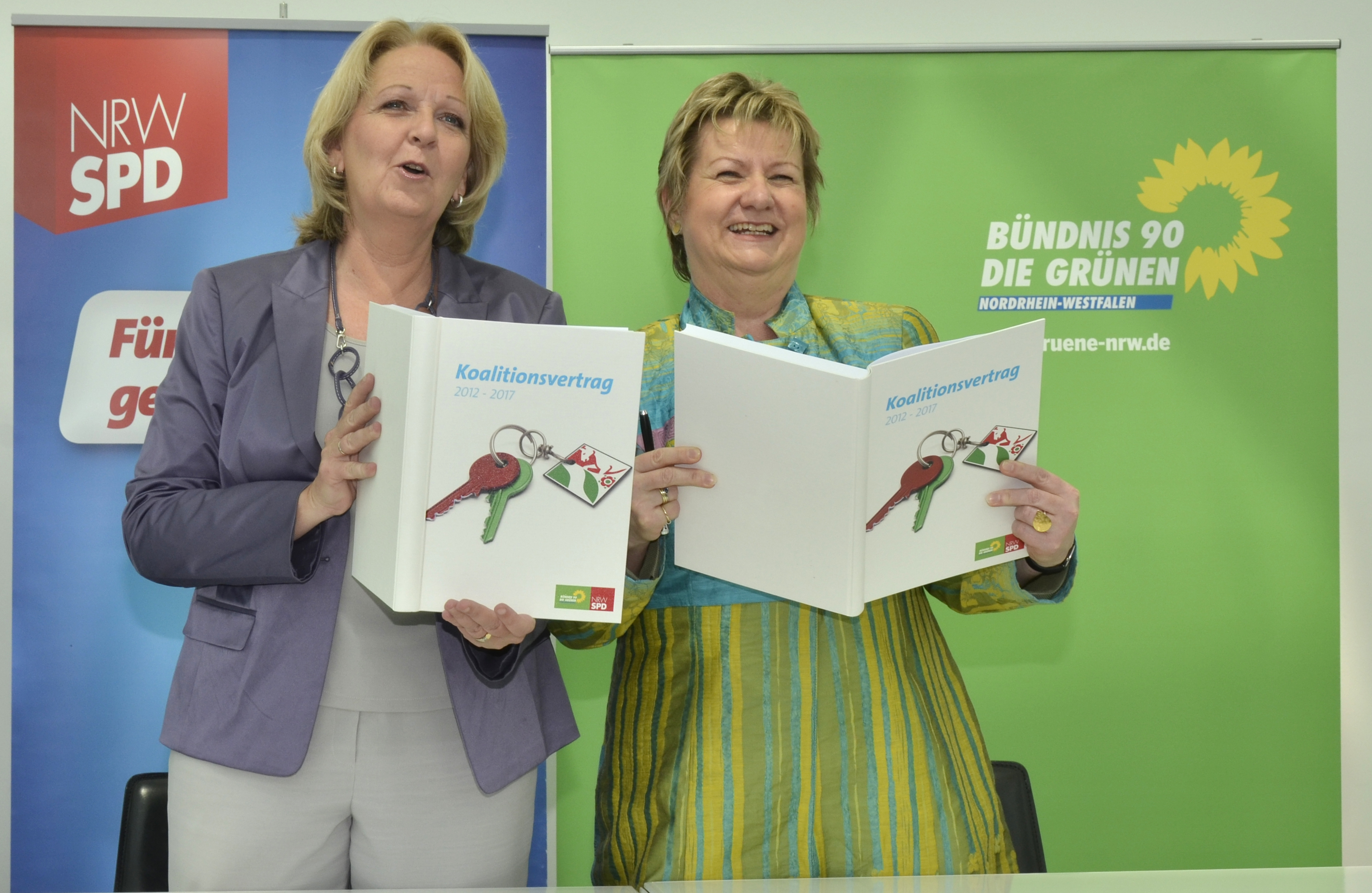
Hannelore Kraft (l.) und Sylvia Löhrmann (r.) bei der Unterzeichnung des rot-grünen Koalitionsvertrags im Juni 2012

Am 14. März 2012 beschloss der Landtag einstimmig seine Selbstauflösung; am 13. Mai 2012 fanden vorgezogene Neuwahlen statt. Bei der Wahl am 13. Mai 2012 erzielte die SPD mit 39,1 % die meisten Stimmen und verfügte nun mit den Grünen über eine absolute Mehrheit der Sitze im neuen Düsseldorfer Landtag. Am 20. Juni 2012 wurde Hannelore Kraft mit 137 Stimmen im ersten Wahlgang erneut zur Ministerpräsidentin des Landes Nordrhein-Westfalen gewählt. Das waren neun Stimmen mehr, als die rot-grüne Koalition Abgeordnete stellte.
Beim Landesparteitag der SPD in Münster wurde Kraft im September 2012 fast einstimmig als Parteivorsitzende in Nordrhein-Westfalen wiedergewählt. Sie bildete das Kabinett Kraft II.

#### NRW-Landtagswahl 2017 und Rückzug als Spitzenpolitikerin
Auf einem SPD-Landesparteitag in Bochum bestätigten die Delegierten im September 2016 Hannelore Kraft mit 98,45 Prozent der Stimmen im Amt. Von 452 gültigen Stimmen entfielen 445 Ja-Stimmen auf Kraft, vier gegen sie und drei enthielten sich. 2014 hatte Kraft 95,2 Prozent der Delegiertenstimmen erhalten. Hannelore Kraft sollte die NRW-SPD für zwei weitere Jahre in ihrer sechsten Amtszeit führen, in die auch die Landtagswahl am 14. Mai 2017 fiel.

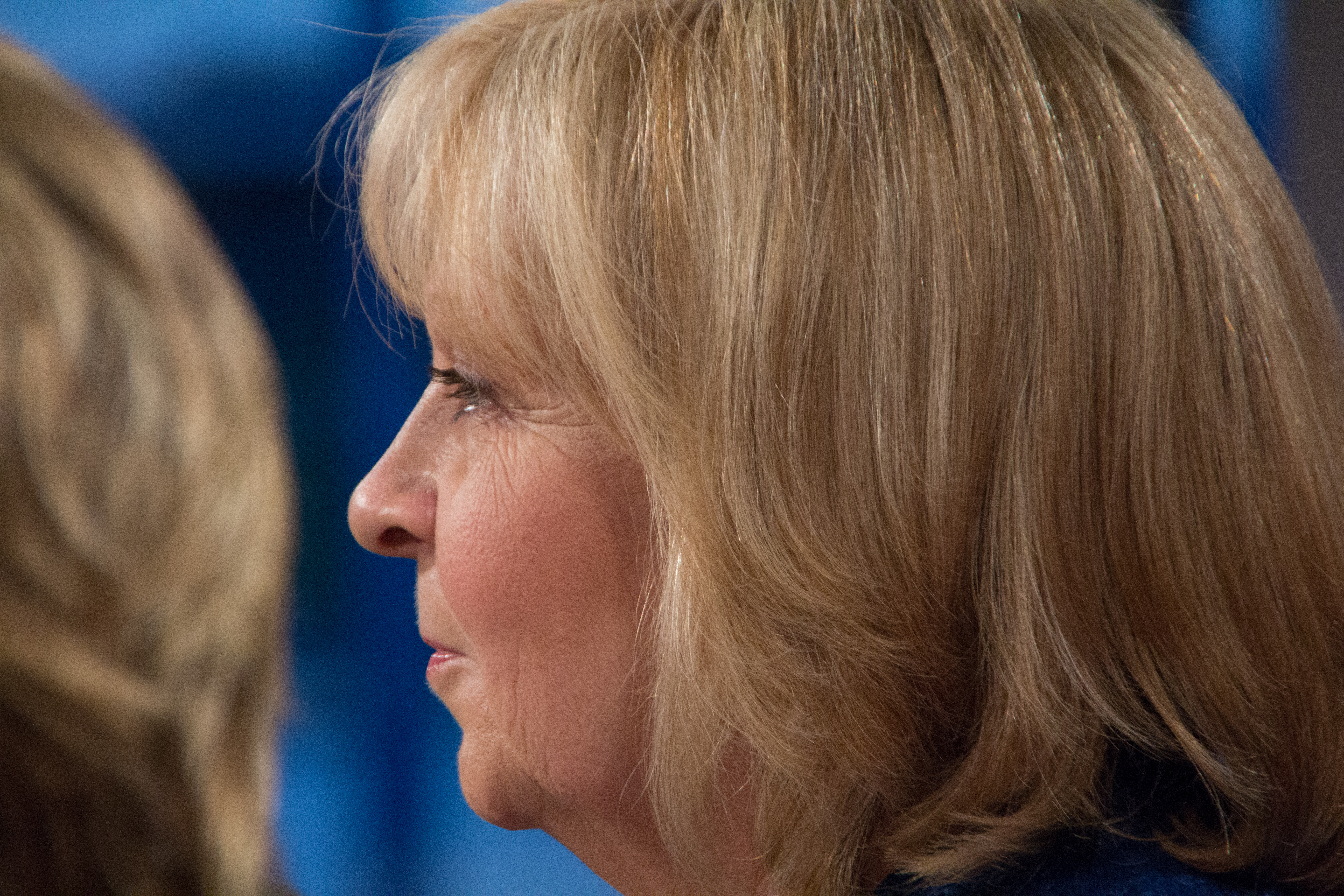
Hannelore Kraft beim Wahlabend der Landtagswahl in Nordrhein-Westfalen am 14. Mai 2017 in Düsseldorf.

Die SPD erhielt bei dieser Wahl weniger Stimmen als die CDU (31,2 zu 33,0 %); Kraft erklärte am Wahlabend ihren Rücktritt von ihren wichtigsten Parteiämtern, unter anderem als SPD-Landesvorsitzende und als eine der stellvertretenden SPD-Bundesvorsitzenden. Sie kündigte auch an, nach Wahl ihres Nachfolgers im Amt des Ministerpräsidenten nur noch als einfache Landtagsabgeordnete für ihre Heimatstadt Mülheim an der Ruhr tätig sein zu wollen, und zog sich weitgehend aus der Öffentlichkeit zurück. Im Juni 2017 ließ sie ihre Profile bei Facebook und Twitter löschen.
Sie ließ auch die Filme ihres umstrittenen Videoblogs NRW-VLog bei YouTube entfernen.
Ihre Amtszeit als Ministerpräsidentin endete am 27. Juni 2017 mit der Wahl Armin Laschets zu ihrem Nachfolger.
Für ihr 2019 enthülltes Porträt in der Ahnengalerie der NRW-Ministerpräsidenten entschied Kraft sich als erste Ministerpräsidentin für ein Foto anstelle eines Gemäldes.
Kraft hatte bereits Anfang 2020 angekündigt, bei der nächsten Landtagswahl 2022 nicht mehr anzutreten.

## Landespolitik als Ministerpräsidentin von Nordrhein-Westfalen

### Landeshaushalt
Mit ihrer Amtsübernahme als Ministerpräsidentin von Nordrhein-Westfalen im Jahr 2010 etablierte Kraft eine Politik der „präventiven Sozialpolitik“. Sie behandelte die Konsolidierung der öffentlichen Finanzen nachrangig gegenüber dem Ziel, mit Ausgaben für „soziale Prävention“ langfristig Mittel einzusparen, etwa bei der Heimunterbringung, bei Hartz IV und beim Strafvollzug.
Die von ihrer Regierung vorgelegten Landeshaushalte der Jahre 2010, 2011 und 2012 wurden jeweils vom Landesverfassungsgericht als verfassungswidrig beurteilt und teilweise für nichtig erklärt. Im März 2011 bezeichnete Michael Bertrams, Präsident des Landesverfassungsgerichts, Regelungen des Nachtragshaushalts 2010 als nicht verfassungskonform, weil die Neuverschuldung über der Höhe der Investitionen lag. Durch einen konjunkturbedingten Anstieg der Steuereinnahmen lag die tatsächliche Neuverschuldung im Jahr 2011 unterhalb der durch die Landesverfassung vorgegebenen Grenze.
Die Ablehnung des Haushaltsentwurfs 2012 durch die Mehrheit der Landtagsabgeordneten führte zur vorgezogenen Landtagswahl am 13. Mai 2012 und zu einer neuen rot-grünen Landesregierung unter Hannelore Kraft (Kabinett Kraft II).
Die Stärkung ärmerer Kommunen sollte ab 2014 durch einen kommunalen Finanzausgleich (Kommunalsoli) bewirkt werden. Das Landesverfassungsgericht beschied dies für rechtens.

### Bildungspolitik
In ihrem Wahlprogramm für die Wahl 2010 sah Kraft eine umfassende Revision der Bildungspolitik vor; sie wollte das dreigliedrige Schulsystem abschaffen und durch eine längere gemeinsame Grundschulzeit und die darauf aufbauende Gemeinschaftsschule ersetzen. Die Entscheidung, ob das Abitur nach acht oder neun Jahren erreicht wird, sollte den Schulen und Eltern überlassen werden. Die Kindergartengebühren sollten abgeschafft werden.
Die Studiengebühren an den Hochschulen des Landes wurden wieder abgeschafft.

### Arbeitsmarktpolitik
2011 verabschiedete der Landtag unter Hannelore Kraft eine Novellierung des Landespersonalvertretungsgesetzes. Hiermit wurde die Personal-Mitbestimmung im Öffentlichen Dienst neu geregelt.
2012 wurde das von CDU und FDP im Jahr 2006 gekippte Tariftreuegesetz, das die Vergabe öffentlicher Aufträge an die Einhaltung von Tarifverträgen knüpft, wieder in Kraft gesetzt.

### Energiepolitik
In einer Landtagsdebatte im September 2012 gab Kraft an, dass bis zum Jahr 2025 mindestens 30 Prozent des in Nordrhein-Westfalen gewonnenen Stroms aus erneuerbaren Energien erzeugt werden sollen. Gleichzeitig soll der industrielle Schwerpunkt der Wirtschaft erhalten bleiben.
Für die Übergangsphase sollte der Abbau von insbesondere heimischer Kohle weiter gefördert werden und auch der Bau von Kohlekraftwerken auf der Grundlage geltender Gesetze weiterhin möglich sein. Aus der Kernenergie wollte sie ganz aussteigen.
Im Rahmen der Koalitionsverhandlungen nach der Bundestagswahl 2013 sagte sie in einem Interview mit der Süddeutschen Zeitung, dass der Erhalt von Arbeitsplätzen in der heimischen Industrie Vorrang gegenüber der Energiewende haben müsse.

## Bundespolitik

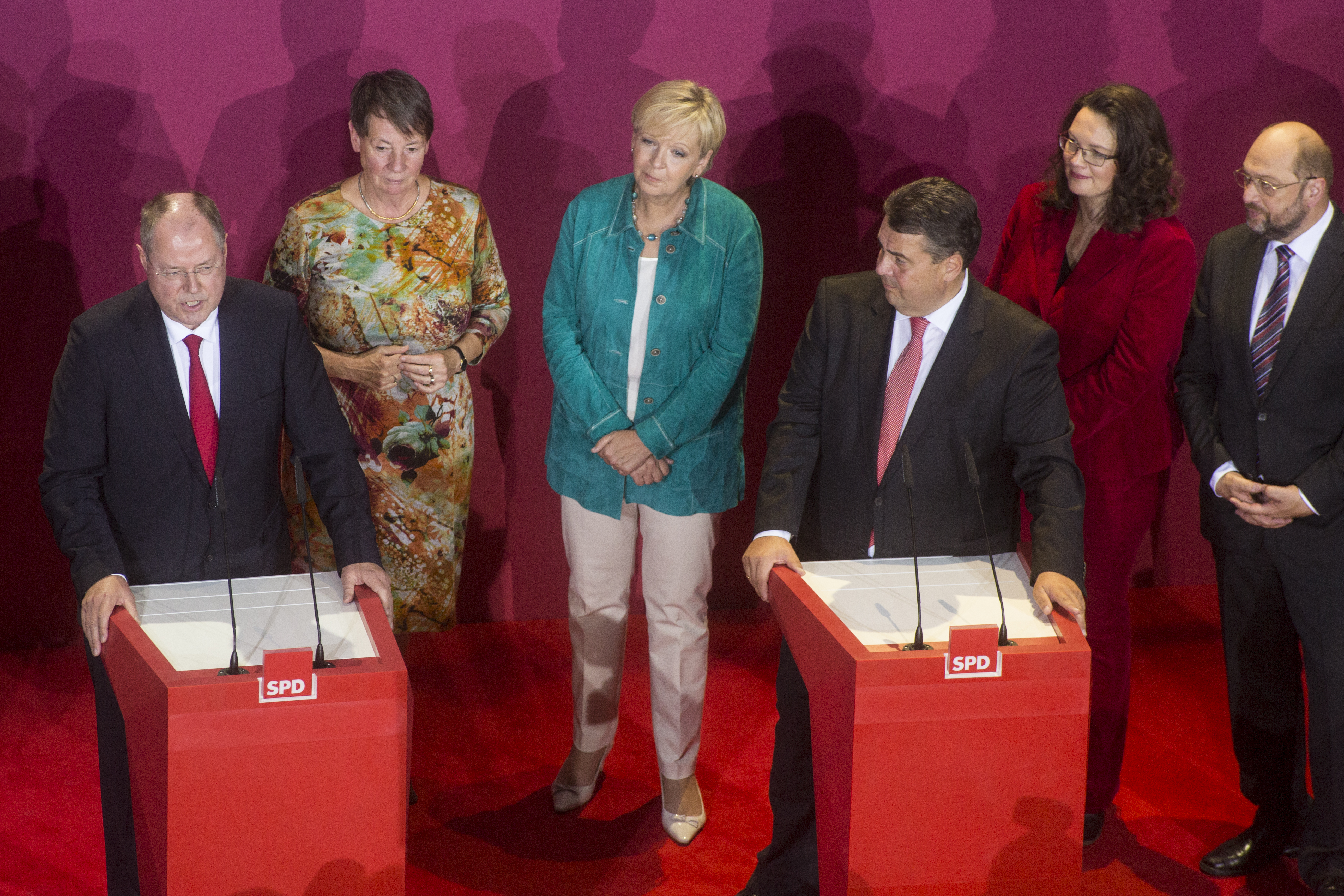
Hannelore Kraft beim Wahlabend der Bundestagswahl am 22. September 2013 in Berlin.

Nach der Bundestagswahl 2009 rückte Hannelore Kraft als Stellvertretende Parteivorsitzende neben Andrea Nahles, Olaf Scholz, Manuela Schwesig und Klaus Wowereit in den SPD-Vorstand auf. Sie nahm in dieser Funktion 2013 an den Koalitionsverhandlungen mit der CDU und der CSU teil. Öffentlich bekannt wurde in diesem Zusammenhang eine lautstarke Auseinandersetzung mit Alexander Dobrindt über die Haushaltspolitik.
Hannelore Kraft setzte sich unter anderem für die Einführung eines flächendeckenden gesetzlichen Mindestlohns ein.
Über den Bundesrat wollte sie zusammen mit anderen Landesregierungen die von der schwarz-gelben Bundesregierung beschlossene und im Herbst 2010 vom Bundestag verabschiedete Verlängerung der Laufzeiten von Atomkraftwerken verhindern. Außerdem hielt sie die angedachten Senkungen bei der Lohn- und Einkommensteuer aufgrund des Defizits im Bundeshaushalt für nicht finanzierbar. Auch der im Rahmen der 2011 in Kraft getretenen Gesundheitsreform der schwarz-gelben Bundesregierung zum Teil erfolgten Einführung einer Kopfpauschale in der gesetzlichen Krankenversicherung wollte Kraft nicht zustimmen. Stattdessen sprach sie sich für die Einführung einer Bürgerversicherung aus.
Kraft forderte, ähnlich wie schon zuvor Guido Westerwelle, „gemeinnützige Jobs“ für Arbeitslosengeld-II-Empfänger, damit ein „gemeinwohlorientierter Arbeitsmarkt“ entstehe. Dies würde keine Mehrkosten für den Staat erfordern und sei überdies notwendig, da eine strukturelle Arbeitslosigkeit vorherrsche. Allerdings betonte Kraft, sie wolle im Unterschied zu Westerwelle keinen Arbeitszwang, sondern setze auf das freiwillige Engagement von Langzeitarbeitslosen.
Finanziell angeschlagene Kommunen sollen Hilfen vom Land erhalten und auch Gelder aus dem Programm „Aufbau Ost“ beantragen können, das in einen gesamtdeutschen Ausgleichsfonds umgewandelt werden solle. Den Verkauf aller Landesbeteiligungen an der Westdeutschen Landesbank, die seit der Finanzkrise 2007 angeschlagen war und in ihrer Struktur von der Europäischen Union beanstandet wurde, lehnte Kraft zunächst ab. Die WestLB wurde im Jahr 2012 abgewickelt.
In den Medien wurde Hannelore Kraft nach ihrem Wahlerfolg 2012 häufiger als mögliche SPD-Kanzlerkandidatin für die Bundestagswahl 2013 oder 2017 kolportiert. Diesen Meldungen widersprach sie am 29. November 2013 in Düsseldorf. Vor der SPD-Fraktion bekräftigte Kraft, dass sie „(...) nie, nie als Kanzlerkandidatin antreten“ würde.

## Auseinandersetzung um ihren Lebenslauf
Der Journalist David Schraven wies in seinem Blog ruhrbarone.de am 16. Juni 2009 darauf hin, dass ab dem Jahr 2006 in Krafts offiziellem Lebenslauf eine Tätigkeit als Unternehmensberaterin für das Mülheimer Zentrum für Innovation und Technik (Zenit GmbH) in den Jahren 1989 bis 2001 gelöscht wurde. Weiterhin spekulierte Schraven über mögliche Zusammenhänge mit einem Förderskandal aus dem Jahr 2007, in den die Zenit GmbH verwickelt gewesen war. Kraft wurde deshalb Manipulation des Lebenslaufs vorgeworfen. Sie rechtfertigte sich, sie habe sich dadurch „rechtswidrig“ in Verbindung mit dem Förderskandal gebracht gesehen. Am 29. Juni 2009 versuchte Kraft vergeblich, Schraven mittels Unterlassungserklärung zu einer Zurücknahme der Aussage zu bewegen. Später versuchte die CDU in Nordrhein-Westfalen, die Kontroverse im Kommunalwahlkampf 2009 mit einer Postkartenaktion auszunutzen, die Hannelore Kraft eine direkte Verwicklung in den Skandal unterstellte. Dies wurde letztlich vom Landgericht Köln als unzulässige Behauptung bei Strafandrohung untersagt.

## Auszeichnungen
- 2007: Ehrenring des Rheinlandes[55]
- 2010: Verdienstorden des Landes Nordrhein-Westfalen (v. A. w.)
- 2012: Marie-Juchacz-Plakette[56]
- 2015: Ehrenring der Stadt Mülheim an der Ruhr[57]
- 2018: Großes Bundesverdienstkreuz mit Stern und Schulterband[58]
- 2019: NRWSPDqueer mit der Ehrennadel der Arbeitsgemeinschaft[59]

## Dokumentarfilme
- Der Machtkampf – Wie Kraft und Röttgen NRW erobern wollen, WDR Fernsehen (Ein Film von Beate Becker und Boris Baumholt)
- Kraft gegen Laschet – Hier und heute, WDR Fernsehen (Ein Film von Donya Farahani und Marc Steinhäuser)
- Hannelore Kraft – Aufstieg und Fall, WDR Fernsehen (Ein Film von Michael Wieseler und Sabine Scholt)